# مارشال (ایلینوی)
مارشال، ایلینوی (به انگلیسی: Marshall, Illinois) یک شهر در ایالات متحده آمریکا با جمعیت ۳٬۹۳۳ نفر است که در ایلی‌نوی واقع شده‌است.